# Smithsonian American Art Museum
L'Smithsonian American Art Museum o en català Museu Smithsonià d'Art Americà- més conegut pel seu acrònim SAAM- és un museu d'art estatunidenc situat a la ciutat de Washington DC. La seva col·lecció mostra obres d'art modern i art contemporani creat als Estats Units. El museu pertany a la Smithsonian Institution, una institució cultural de caràcter públic amb col·laboració privada que regenta 19 museus de diverses tipologies, un zoo, centres de recerca i biblioteques. La gran majoria d'aquests museus i instal·lacions es troben a Washington D.C. La missió de l'Smithsonian Institution es “incrementar i difondre coneixement”.
El SAAM exposa obres de més de 7.000 artistes de diverses disciplines artístiques: pintura, escultura, fotografia, art folklòric, videoart i arts decoratives. El 2018 va rebre 3,15 milions de visitants. El museu compta amb dues localitzacions. En el seu edifici principal- situat a l'antic edifici de L'Oficina de Patents- s'hi exposa la col·lecció permanent. La localització secundària- anomenada Renwick Gallery- mostra art contemporani i exposicions temporals. Els dos edificis es troben a 20 minuts a peu un de l'altre al centre de la capital americana. L'Smithsonian American Art Museum comparteix la seva seu principal a l'edifici de l'antiga Oficina de Patents amb la National Portrait Gallery, un altre museu d'art que forma part de l'Smithsonian Institution. Els dos museus comparteixen localització però funcionen de manera totalment independent.
L'any 1865 el president Abraham Lincoln va celebrar el seu ball inaugural en una de les galeries que actualment serveix d'espai expositiu del museu.

## Història
L'Smithsonian American Art Museum ha canviat de localització en múltiples ocasions i ha tingut diversos noms al llarg de la seva història. La col·lecció va començar l'any 1829 com una petita mostra d'art europeu recopilada pel col·leccionista John Varden. L'any 1841, aquesta col·lecció va ser traslladada a l'Oficina de Patents -ubicació on es troba actualment el museu- on s'uniria a altres mostres d'art en l'anomenat National Institute. El National Institute recollia obres pictòriques, escultòriques i documents importants per la nació com la Declaració d'Independència.
L'any 1858 les obres del National Institute es van moure a la localització de la recent formada organització Smithsonian Institution, a l'edifici que avui en dia es coneix com a Smithsonian Castle. Després d'un incendi en aquestes instal·lacions les obres es mourien a la Biblioteca del Congrés, popularment coneguda pel seu nom en anglès, Library of Congress.
El 1906 suposa un punt d'inflexió en la història del museu. El testament de la influent col·leccionista d'art Harriet Lane Johnson-neboda del 15è president dels Estats Units James Buchanan- va portar els tribunals ha prendre la següent decisió: la Smithsonian Institution crearia la National Gallery of Art, on es recollirien obres de valor procedents majoritàriament de donacions privades o de donacions al Govern. La col·lecció va incrementar considerablement en nombre d'obres i valor artístic, sobretot recollint mostres d'art impressionista. Trenta anys més tard, el 1937, es torna a canviar de nom. En aquesta ocasió s'anomenarà National Collection of Fine Arts.

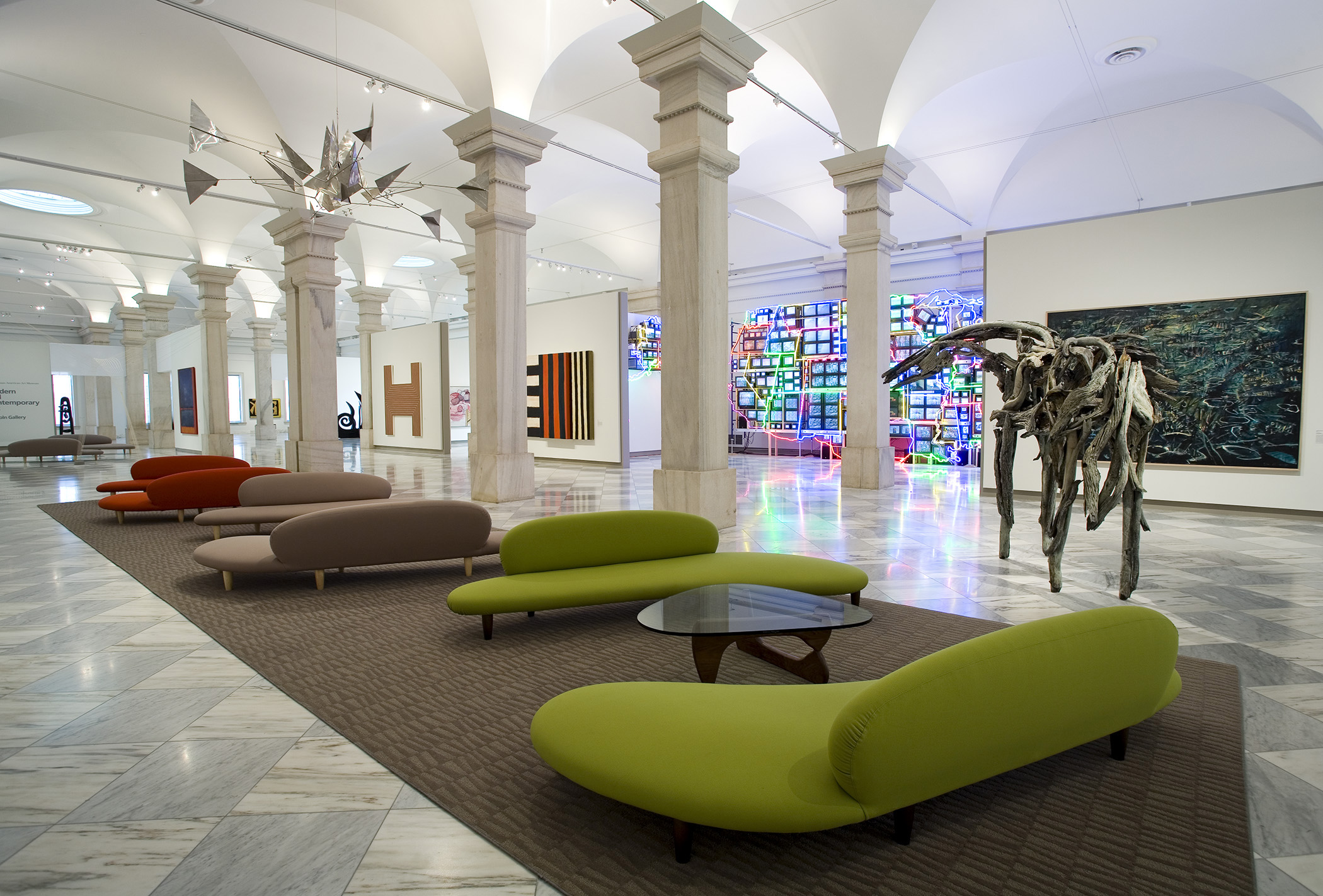
Galeria a l'edifici principal on s'hi exposa art contemporani.

Després d'anys de debat sobre quina hauria de ser la localització permanent d'aquest museu amb gran volum d'obres, l'any 1968 es renova l'edifici de l'antiga l'Oficina de Patents per ubicar-hi el museu. Aquesta fou la seva ubicació definitiva. El 1972 obre al públic la localització secundaria del museu -la Renwick Gallery- amb l'objectiu inicial d'exposar obres d'arts decoratives. L'any 1980 el museu passa a anomenar-se National Museum of American Art, per primera vegada incorporant el terme “art americà”. Aquesta decisió es pren per estandarditzar els noms dels museus regentats per la Smithsonian Institution, molts d'ells prenent el nom de National Museum of... Finalment, l'any 2000 el propi museu proposa el nom de Smithsonian American Art Museum per reforçar i recordar la seva identificació amb Smithsonian Institution. S'adopta l'acròmin SAAM com a imatge de marca.

## Col·lecció

### Col·lecció permanent
El SAAM conté la col·lecció d'art creat als Estats Units més gran del món. Les seves obres revelen el panorama artístic americà des del període post colonial fins a l'actualitat. La col·lecció compta amb obres del s. XXVIII, XIX i xx així com art contemporani. Destaca l'important col·lecció d'art de l'època del New Deal (1930-1940). Es recull art de les diferents ètnies presents al país, com son l'art afroamericà, l'art indi-americà, art asiàtic i art provinent de la cultura llatina entre d'altres. La col·lecció es compon majoritàriament per art pictòric, escultòric i arts decoratives. En els darrers anys el museu ha apostat per adquirir i exposar més art contemporani. La missió del Smithsonian American Art Museum es "col·leccionar, entendre i gaudir de l'art estatunidenc- mostrant obres d'artistes que representen la història i experiència de la nació".
- s. XVIII: La col·lecció mostra obres que repassen la transformació de les tretze colònies originals que pertanyien a Gran Bretanya en els estats que van formar el nou país.[8]
- s. XIX: Obres que representen el pas d'un país jove i inestable a un país emergent que reclama el seu potencial. Destaquen 400 obres que mostren l'estil de vida de les tribus indígenes. Obres d'Albert Bierstadt, Thomas Moran i Frederic Remington són també importants per ser les primeres representacions pictòriques del Far West. La temàtica principal d'aquesta època són els paisatges. El museu compta també amb una important selecció d'obres impressionistes de finals de s.XIX d'artistes com Childe Hassam, John Twachtman, Mary Cassatt, i William Merritt Chase- que destaquen per la representació de la natura i el seu tractament realista de la llum.[9]
- s. XX: S'incorporen obres realistes i d'art abstracte d'artistes amb reconeixement mundial com Franz Kline i Willem de Kooning. La major part de la col·lecció però es tracta d'obres del moviment New Deal-un moviment artístic iniciat als anys 30 que mostra escenes de jazz, la vida al carrer, els treballadors a les fàbriques i la vida familiar. Es tracta de la col·lecció d'aquest moviment més gran del país. També destaquen obres del Pop Art d'artistes com Roy Lichtenstein.
- Art contemporani: Actualment se centren esforços per augmentar la col·lecció d'art contemporani. En els darrers anys el museu es focalitza en el vídeoart.

La gran majoria de les obres de la col·lecció permanent del SAAM s'exposen al seu edifici principal.

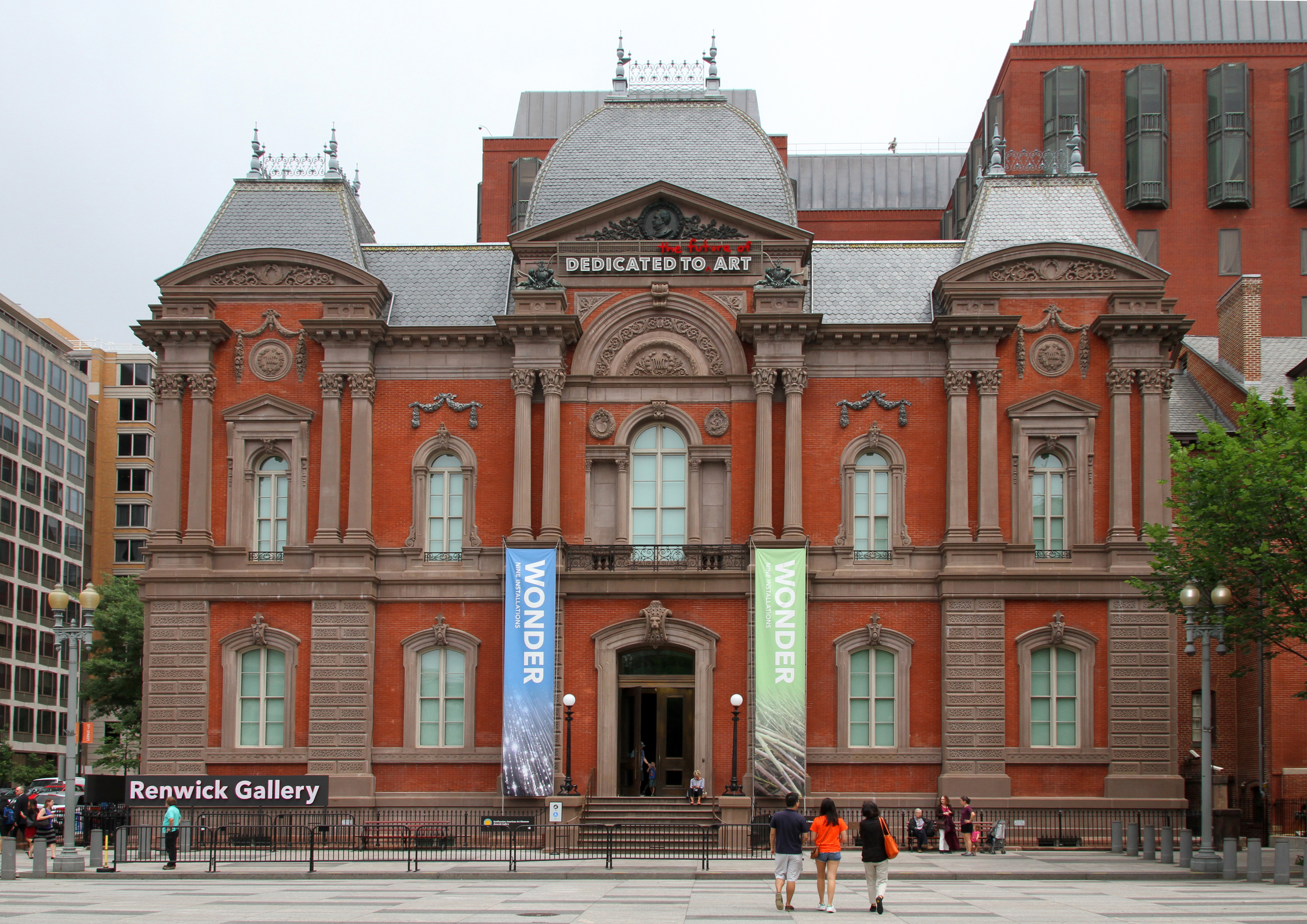
Exterior de l'edifici que allotja la Renwick Gallery.

### Renwick Gallery
L'any 1972 el SAAM va moure una part de la seva col·lecció a la Renwick Gallery -un edifici de l'any 1884 d'estil Imperialista francès seguint la moda creada pel segon imperi de Napoleó. És el primer edifici de Washington D.C. que va ser construït amb l'objectiu d'esdevenir un museu d'art. Està ubicat enfront de la Casa Blanca.
En l'actualitat la Renwick Gallery mostra part de la col·lecció permanent d'art contemporani i arts decoratives del SAAM. També és on s'hi solen exposar les exposicions temporals d'art contemporani. A data d'avui aquest espai allotja aproximadament unes 2.000 obres i objectes. El SAAM dedica aquest espai a mostrar exposicions de joves promeses del panorama artístic contemporani, sovint trencadores i amb una gran visió crítica.

## Altres espais

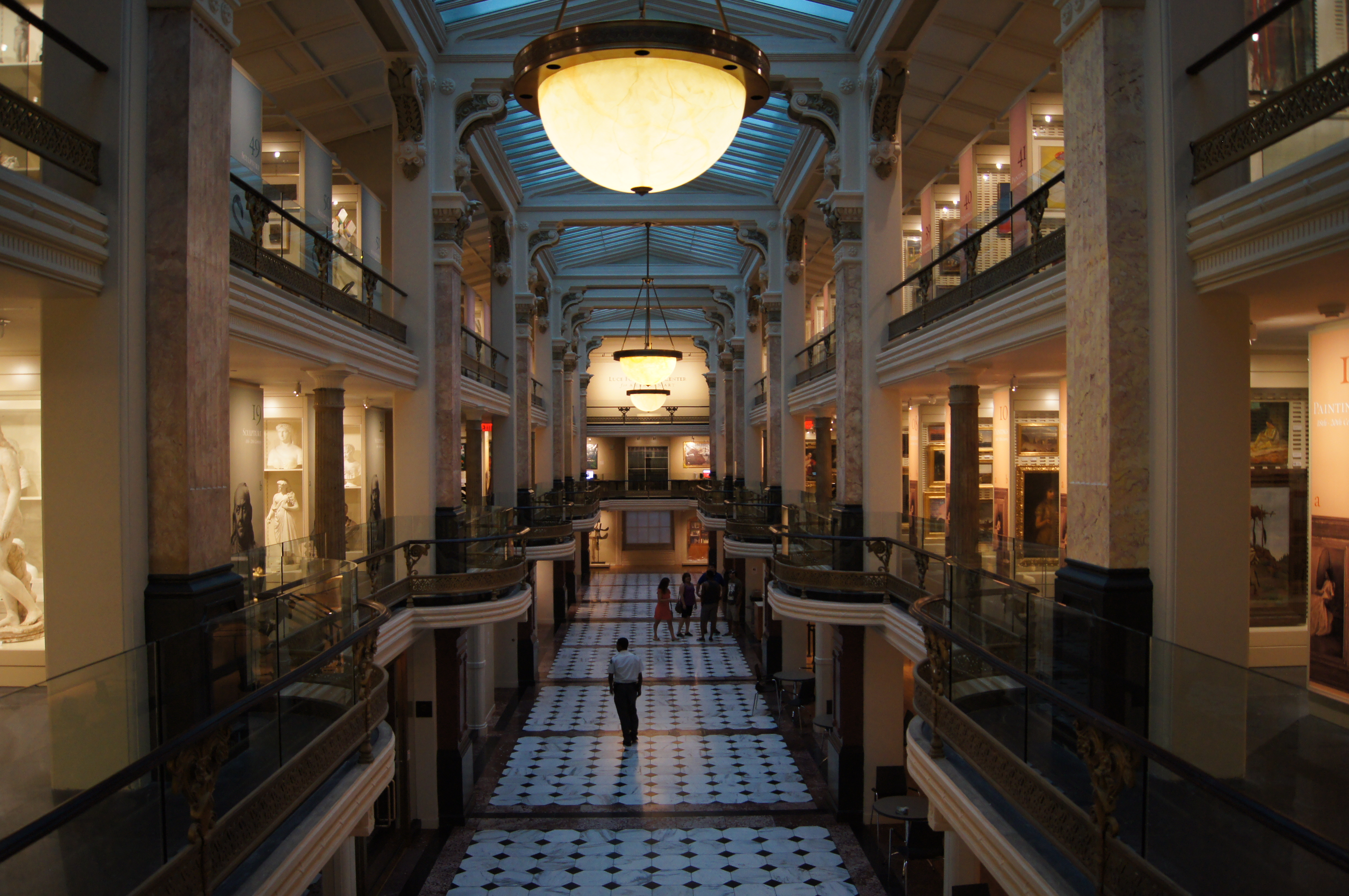
Galeria del Luce Foundation Center on s'observa com s'emmagatzemen les obres.

### Luce Foundation Center for American Art
El Luce Foundation Center for American Art és una entitat col·laboradora amb el SAAM que compta amb un espai propi dins l'espai expositiu principal del museu. Va ser creada gràcies a les donacions de la Henry Luce Foundation. L'espai de la Luce Foundation compta amb tota una ala de l'edifici que ocupa tres plantes. El seu tret diferencial és que en aquest espai el públic pot observar les reserves del museu- totes aquelles obres de la col·lecció del SAAM que no s'exposen i que es troben emmagatzemades. Es tracta d'un fet molt poc comú en el sector museístic perquè en la gran majoria dels museu aquest es un espai d'accés molt restringit. L'objectiu d'aquest espai és educar al públic en com son típicament les reserves d'un museu d'art.

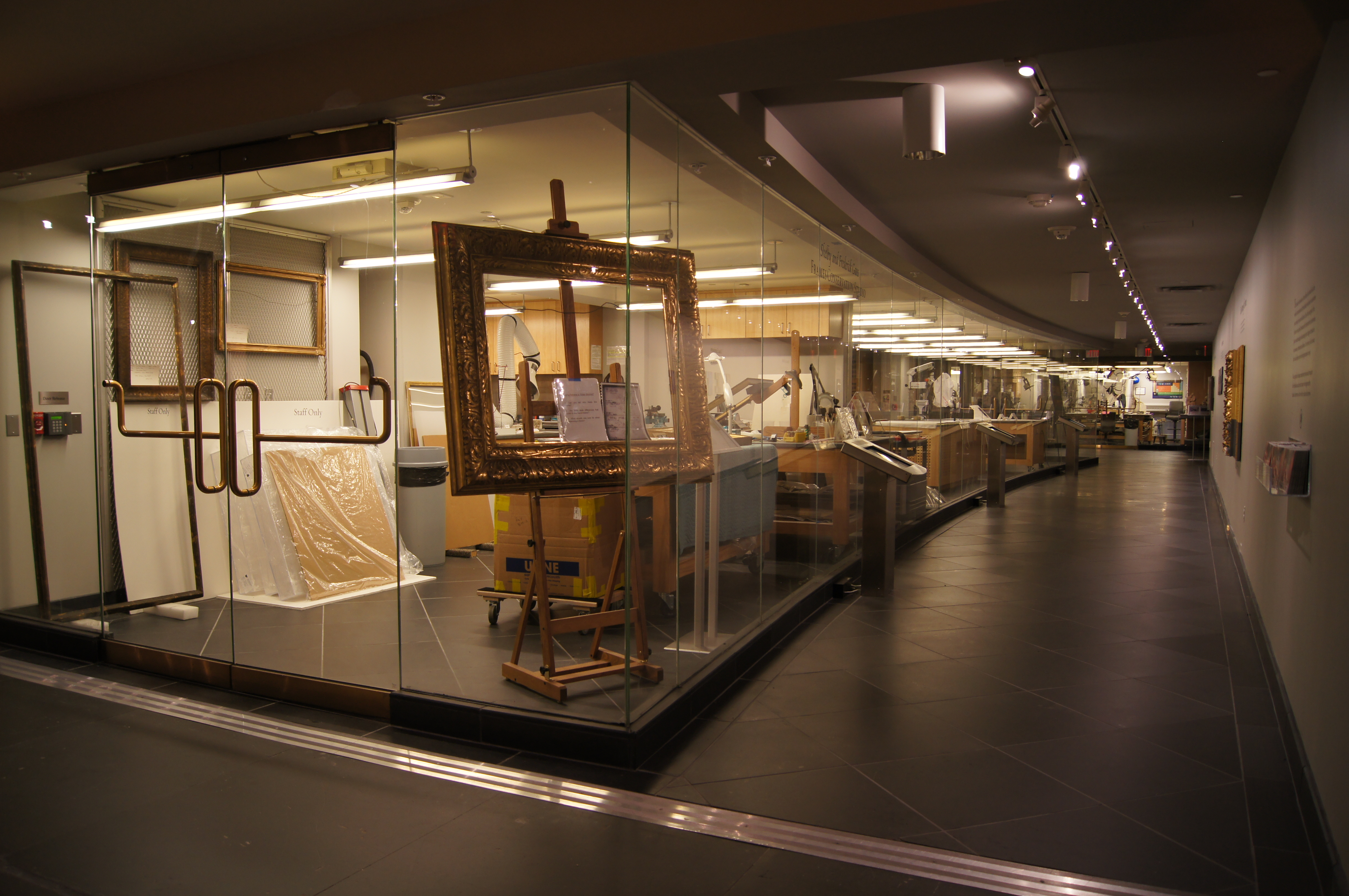
Tallers de restauració del Lunder Conservation Center ubicats dins del museu.

La fundació mostra més de 3.000 obres en estructures metàl·liques movibles on es pengen les obres seguint l'estructuració típica de les reserves d'un museu. Totes les obres estan protegides per vitrines de vidre. Les obres es troben en una disposició molt diferent de com s'organitzen en un espai expositiu convencional. Se situen extremadament juntes unes amb les altres i no s'acompanyen d'elements interpretatius o informatius. El nombre d'obres mostrades en l'espai de la Luce Foundation es quatre vegades major que les obres exposades en la col·lecció permanent del SAAM.

### Lunder Conservation Center
El Lunder Conservation Center és una instal·lació dedicada a restaurar obres d'art del SAAM i de la National Portrait Gallery- museu que es troba en el mateix edifici. Els seus tallers de restauració es troben dins l'edifici principal del museu al costat de la Luce Foundation Center. És una instal·lació creada amb l'objectiu que els visitants puguin observar com treballen els restauradors, quins materials i equipament tècnic s'utilitza i com es desenvolupen les tasques de restauració de diferents disciplines artístiques. S'empren recursos didàctics i interpretatius per educar als visitants en el procés de restauració i conservació de l'art.
El Lunder Conservation Center disposa de cinc tallers de restauració que tenen parets de vidre que permeten als visitants observar tot el que hi passa. Cada taller s'especialitza en una tipologia d'art en concret com pot ser la pintura, escultura, fotografia o documents antics. De la mateixa forma que la Luce Foundation, aquest centre de conservació obre les portes a un espai del museu que tradicionalment mai ha estat visible al públic.

## Exposicions itinerants
A part de la col·lecció permanent i les exposicions temporals, el SAAM crea exposicions itinerants que es mouen per museus de tot el país. El programa d'exposicions itinerants va començar l'any 1951, prenent una importància extraordinària quan la seu principal del SAAM va estar tancada per reformes entre el 2000 i el 2005. Durant aquest període es varen organitzar 14 exposicions itinerants que contenien més 1.000 obres de la col·lecció permanent de gran valor artístic. Una xifra de 2,5 milions de persones en més de 100 localitzacions van visitar aquestes exposicions mentre el museu estava tancat.

## Món digital
El museu va començar a promocionar-se en línia l'any 1993, sent un dels primers museus en disposar d'una pàgina web. La plataforma AmericanArt, gestionada pel SAAM, va veure la llum l'any 1995 amb l'objectiu de crear un inventari d'art pictòric i escultòric americà i d'arreu del món. Aquesta plataforma que pretén ser un centre de recerca artística en el mòn digital incorpora pintures de a partir del 1914 i escultures des de l'època colonial als Estats Units fins a l'actualitat. Això suposa un total de més de 400.000 obres en inventari en la plataforma digital. També s'incorporen 80.000 obres fotogràfiques.
El 2005, el museu va estrenar el seu blog anomenat EyeLevel. El SAAM sempre s'ha caracteritzat per ser un dels museus americans capdavanters en l'ús dels recursos digitals. Actualment al seu portal web els usuaris poden accedir a un catàleg virtual de les obres exposades en la col·lecció permanent. Les obres estan classificades per artista, moviment, lloc de procedència o importància. Cada obra compta amb una fitxa amb les dades tècniques principals i una fotografia. Totes les fotografies són de descàrrega gratuïta. En l'actualitat tant l'Smithsonian American Art Museum com la seva institució mare -Smithsonian Institution- utilitzen eines digitals per fer l'art accessible a tots aquells que no poden visitar el museu.

## Educació
El SAAM és un dels centres líders en estudi i recerca d'art nord-americà. Com a tal atrau gran quantitat d'estudiants i investigadors que s'uneixen als seus programes de recerca, les seves beques i la seva oferta de pràctiques. Des de l'any 1987 publiquen la revista de divulgació American Art Journal amb l'objectiu de divulgar coneixement sobre l'art creat als Estats Units. És una publicació orientada al sector professional, professorat, estudiants d'art o públic amb una gran inquietud artística.
El museu treballa per crear una bona oferta d'activitats escolars i educatives que tinguin un component tecnològic. En l'actualitat es programen més de 12 visites diferents destinades als alumnes d'educació primària i es facilita un gran volum de material didàctic per a escoles. També s'ofereixen activitats interactives, videoconferències per les escoles, seminaris per a professorat o formació per a que els professors aprenguin a incorporar les eines digitals al impartir classes sobre temàtiques artístiques.

## Galeria d'imatges
Algunes de les obres destacades de la col·lecció permanent són:

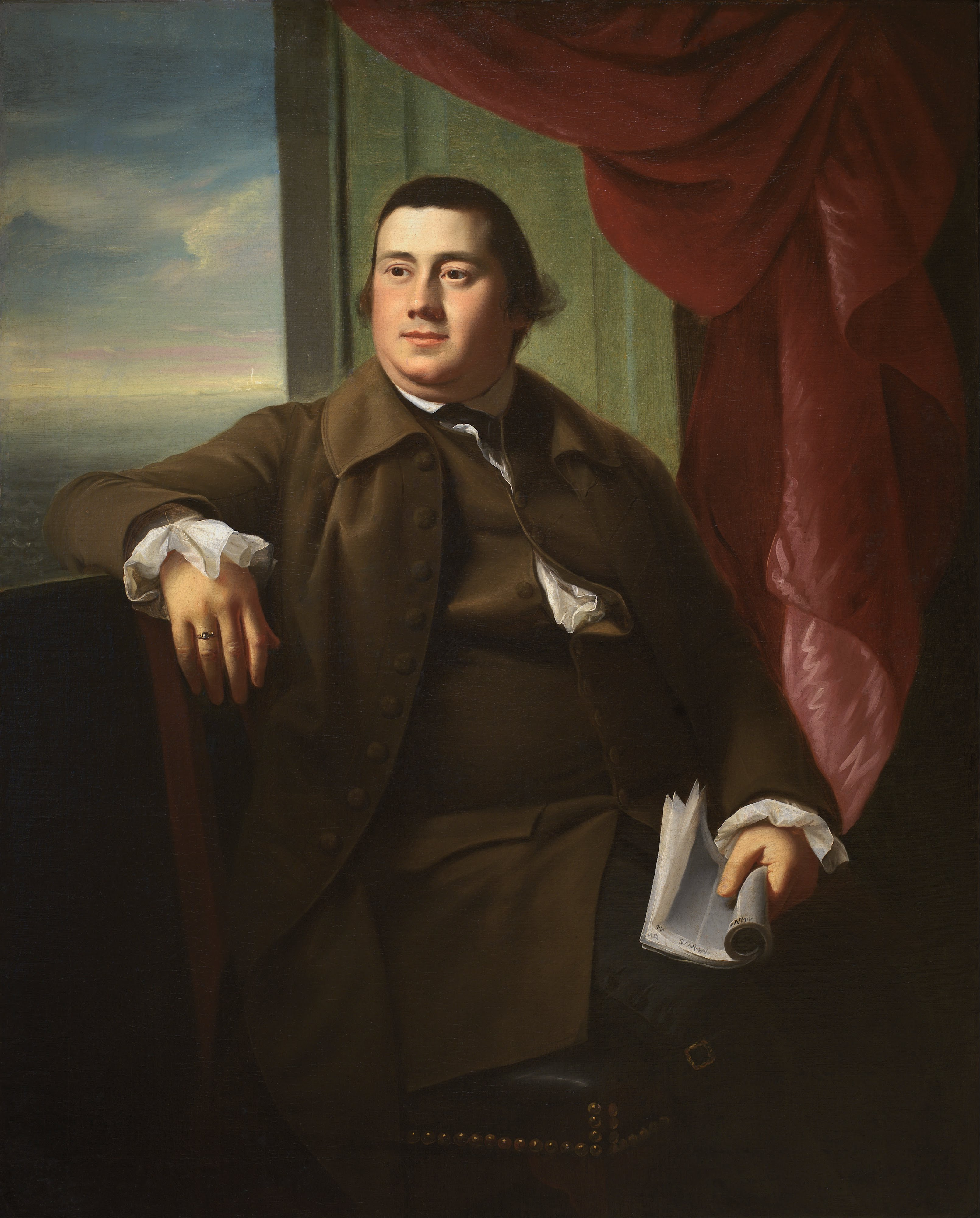
Retrat de Robert Hooper. Artista: John Singleton Copley, 1770
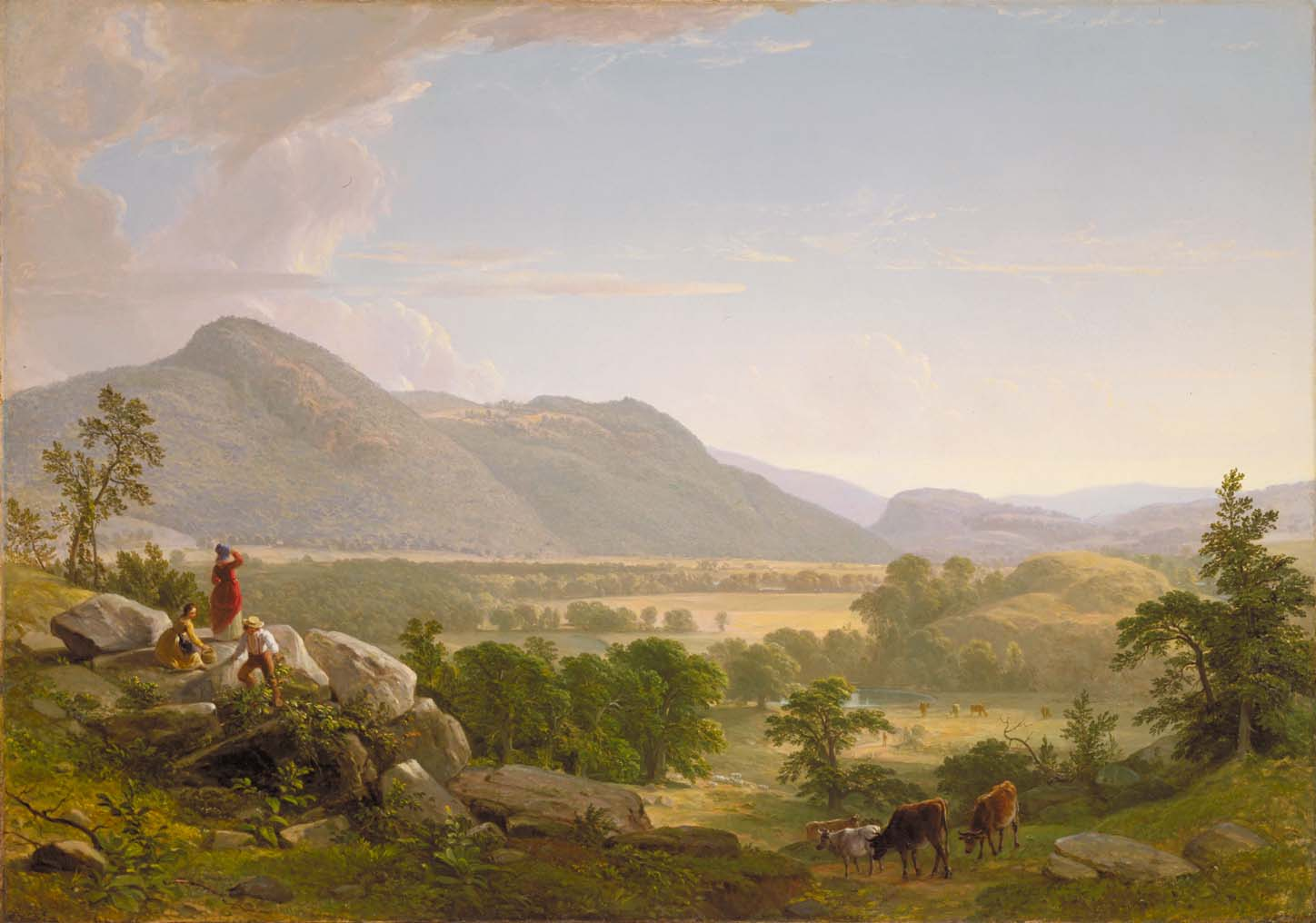
Dover Plains, Duchness County, New York. Artista: Asher B. Durand, 1848. Oli sobre tela.
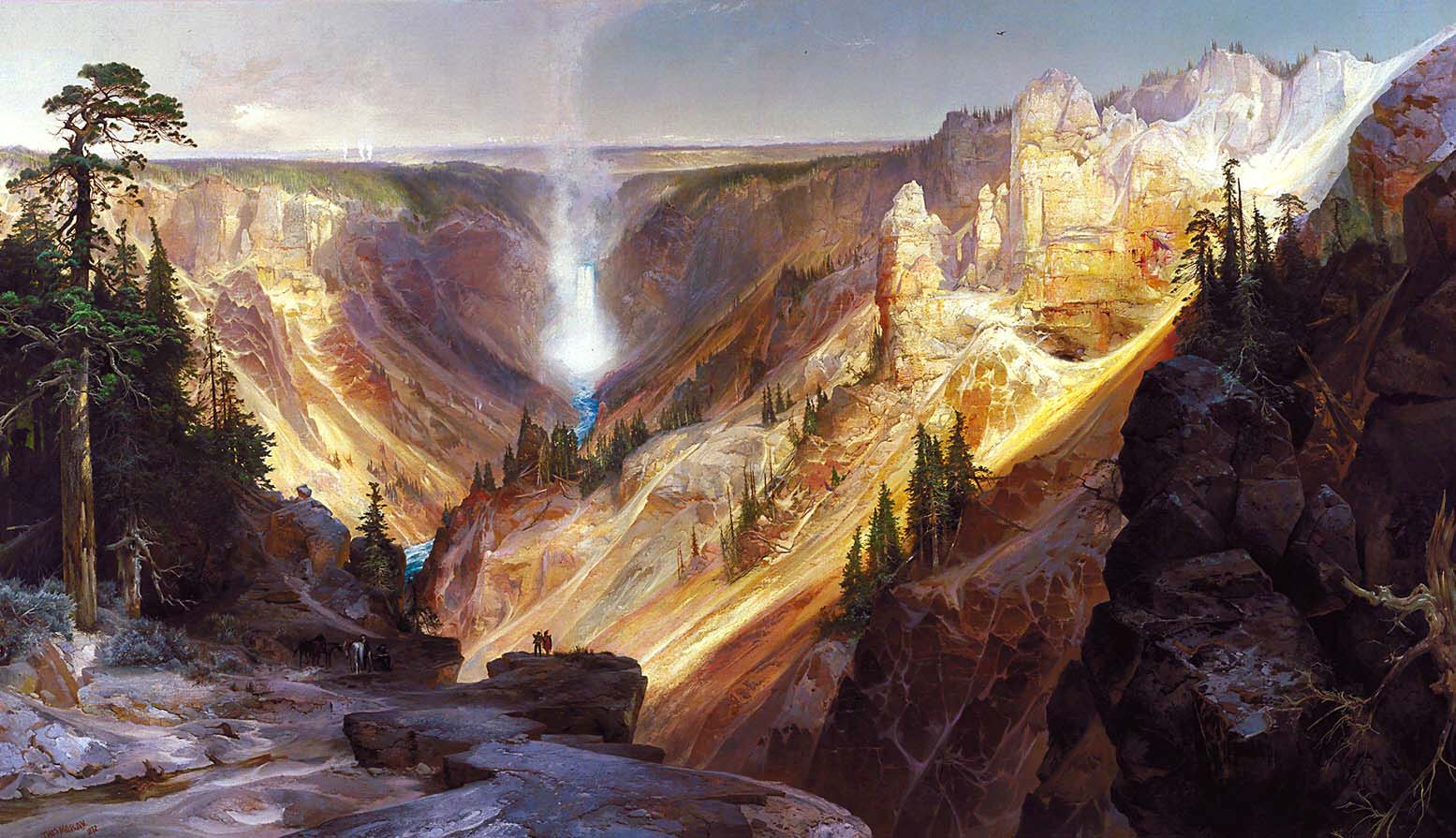
Grand Canyon of the Yellowstone. Artista: Thomas Moran, 1872. Oli sobre tela.
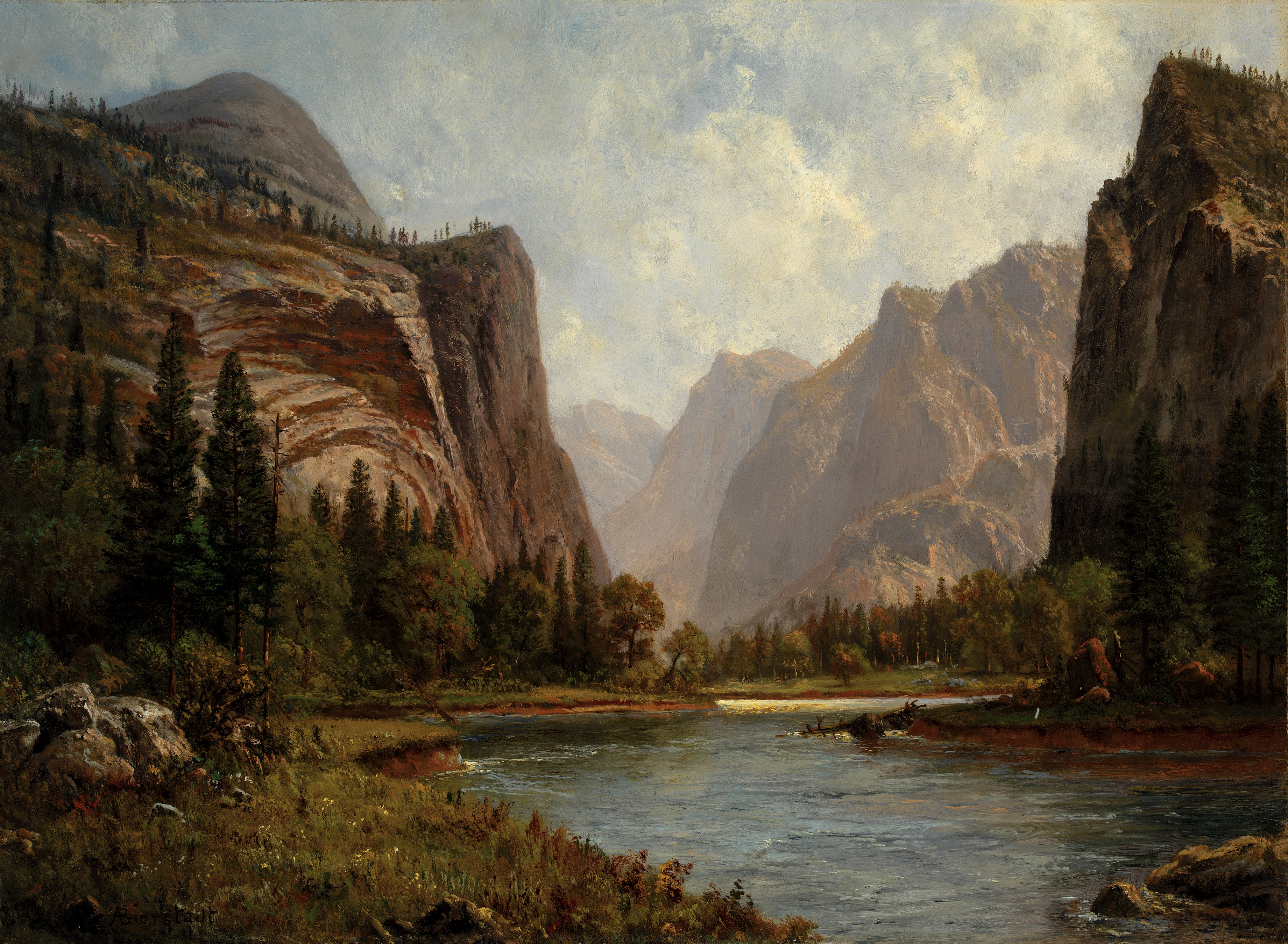
Gates of Yosemite. Artista: Albert Bierstadt, 1882. Oli sobre tela
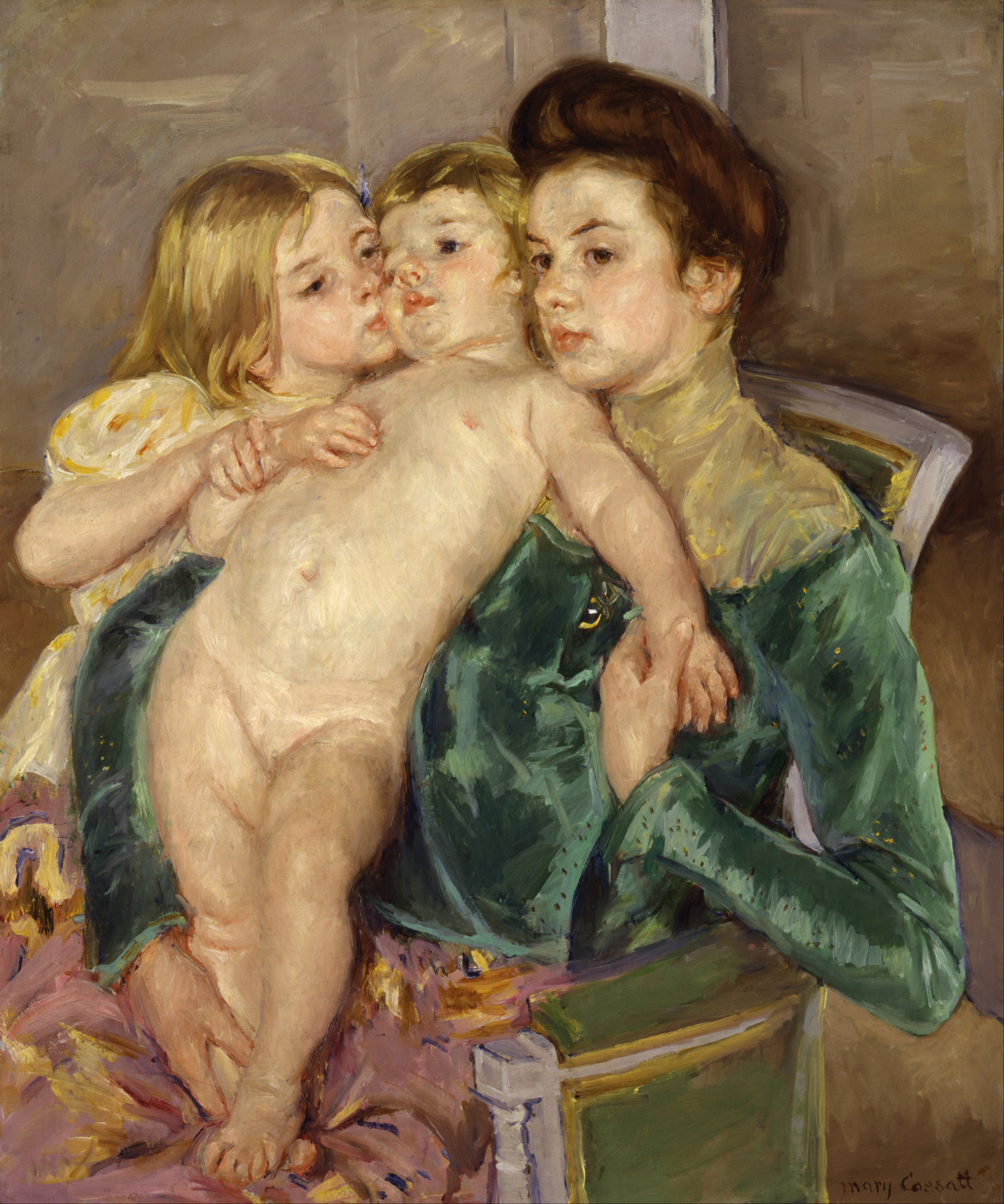
The Caress. Artista: Mary Cassat, 1902. Oli sobre tela.
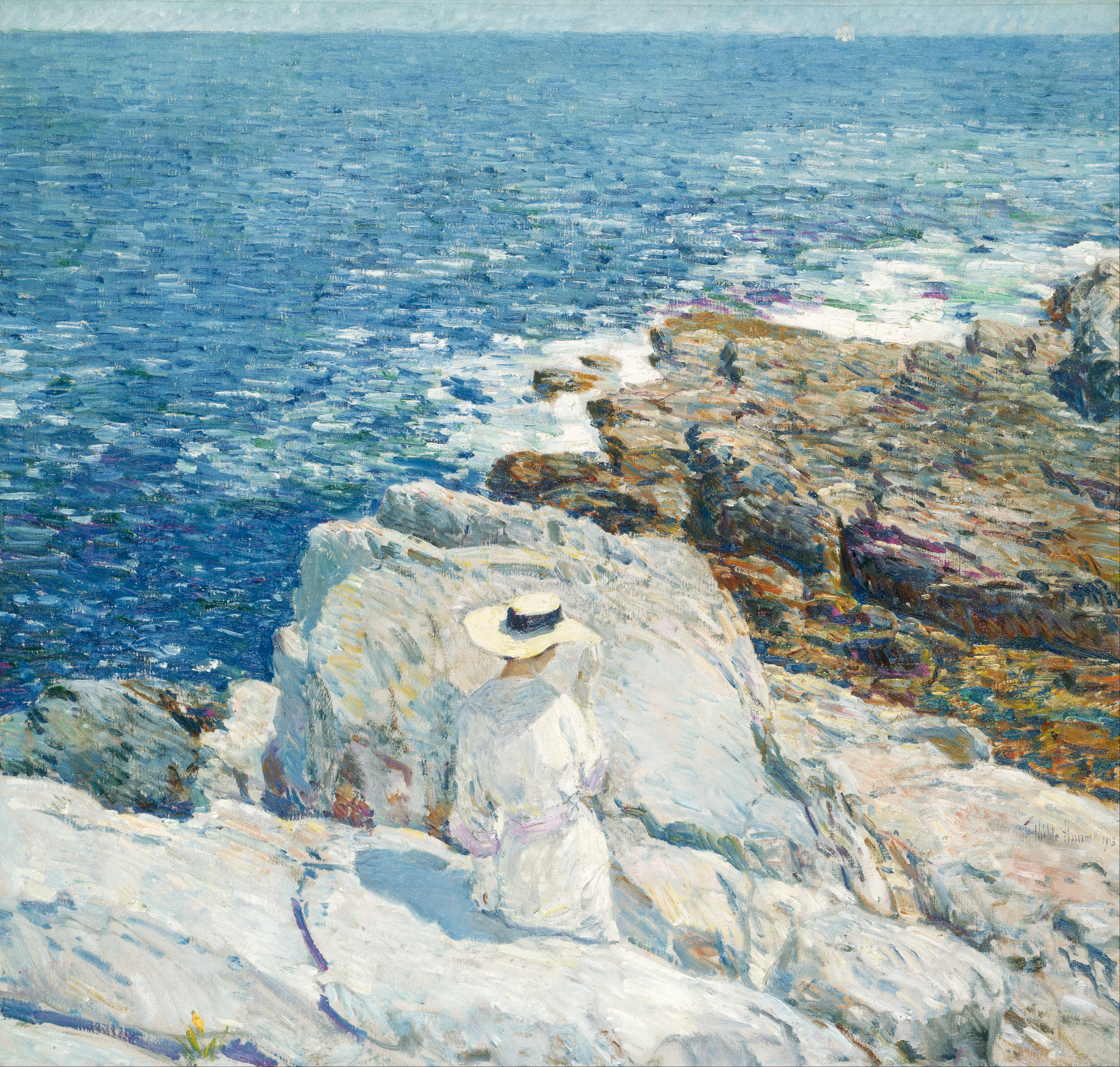
The South Ledges, Appledore. Artista: Childe Hassam, 1913. Oli sobre tela.
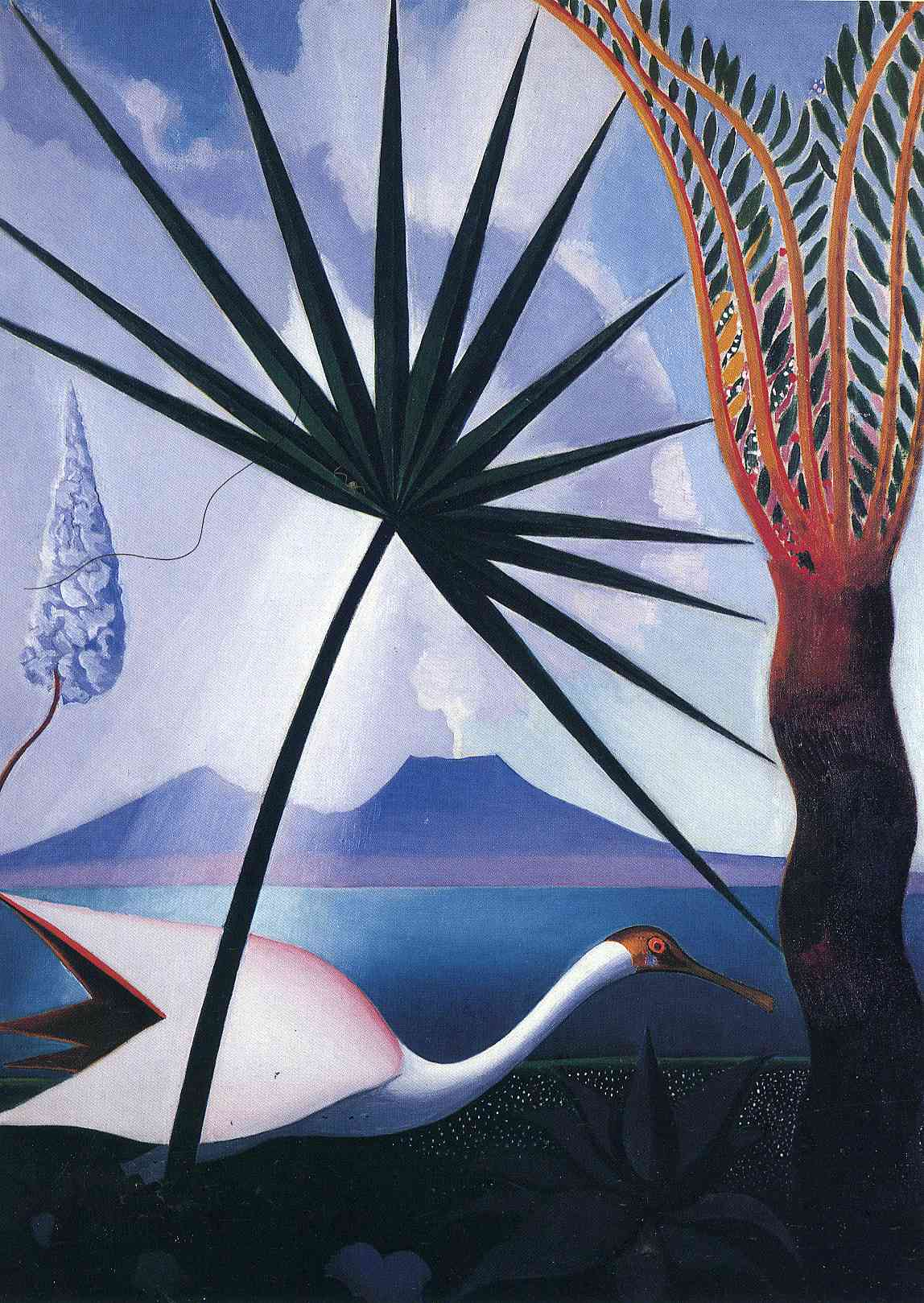
Neapolitan song. Artista: Joseph Stella, 1929. Oli sobre tela.
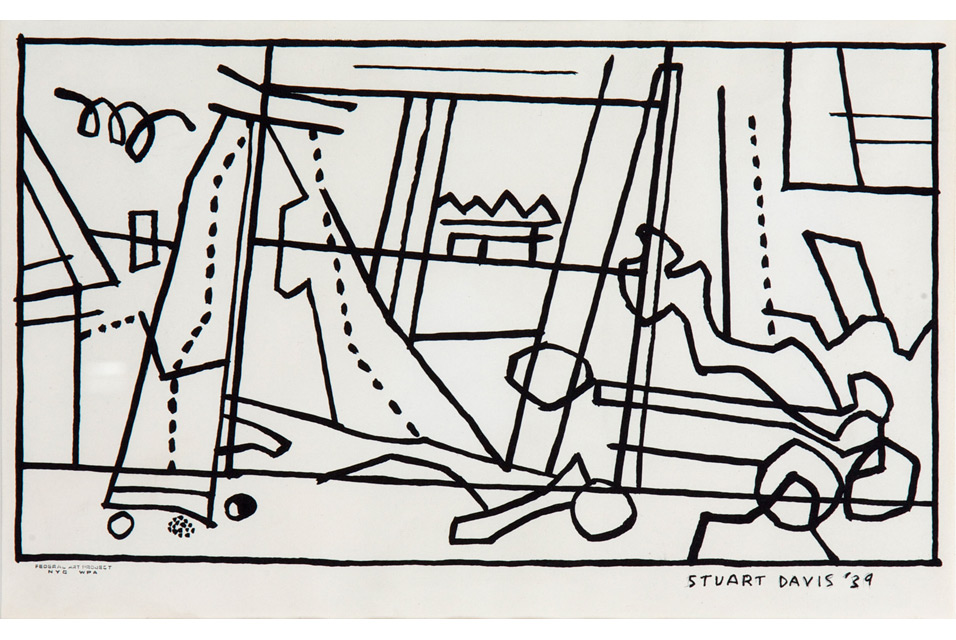
New Jersey landscape. Artista: Stuart Davis, 1939. Litografia.